# Aimé Césaire
Aime Cesaire (26. junij 1913 - 17. april 2008) je bil francoski pisatelj, poet in politik, ki je izhajal z otoka Martinique v francoskih Karibih. Veljal je za enega od začetnikov posebne literarne teorije, s katero so ozaveščali prebivalce afriških korenin o svoji vlogi v takratnem svetu in želeli v njih prebuditi enotno afriško zavest.
Cesaire je napisal dramo Une Tempete, najbolje prepoznana kot odgovor na Shakespearovo delo Vihar, in esej Debata o kolonializmu, ki opisuje neenakosti odnosa med kolonizatorji in prebivalci kolonij. Obe deli sta bili prevedeni v mnogo različnih jezikov.

## Otroštvo, mladost in šolanje
Aime Cesaire se je rodil leta 1913 v Basse-Pointu na Martiniqueju v francoskih Karibih. Kljub temu, da je imela njegova družina nizke prihodke se je naučil brati in pisati. Po selitvi v Fort-de-France se je Cesaire vpisal v edino gimnazijo na otoku Lycee Schoelcher. Že v zgodnjih letih se je močno zavedal svojih nigerijskih korenin in čutil močno povezanost z njimi. Dobil je štipendijo liceja Louis-le-Grand v Parizu in leta 1935 uspešno opravil vstopne izpite v Ecole Normale Superieure. S prijateljema Leonom Damasom in Leopoldom Sedarjem Senghorjem je ustanovil literarno revijo Črni študent, ki je bila kasneje ključni temelj za razvoj afriškega gibanja Negritude in dekolonizacije francoskih kolonij v Afriki.
Po vrnitvi nazaj domov leta 1936 je Cesaire začel s pisanjem daljše pesmi Zvezek o vrnitvi v domovino, v kateri je zelo živo opisal dvoumnost karibskega življenja in kulture. Leto kasneje se je poročil s študentko Suzanne Roussi, s sinom sta živela na Martiniqueju, kjer je Cesaire nekaj časa poučeval na isti šoli, kamor je nekaj časa tudi sam hodil.

## Druga svetovna vojna
Druga svetovna vojna je predstavljala zelo dejavno obdobje za Cesaira. S pomočjo žene in drugih intelektualcev iz Martiniqua je ustanovil literarno revijo Tropiques. Cenzura nekaterih njegovih objav ga ni zaustavila, temveč še bolj podžgala. Spoznal je francoskega surrealističnega pesnika Andre Bretona, ki mu je nudil močno podporo ob izidu Cesairovih del v Franciji.

## Politična kariera
Leta 1945 je bil Cesaire ob podpori Francoske komunistične partije izvoljen za župana Fort-de-Franca in namestnika francoske skupščine na Martiniqueju. Odgovoren je bil za preoblikovanje kolonije v enega izmed francoskih departmajev. Dolgo časa je zrl na Sovjetsko zvezo kot simbol napredka in človeških pravic, a se je od teh mnenj oddaljil po nasilnem zatrtju madžarske revolucije leta 1956. Napovedal je odstop iz Komunistične partije in dve leti kasneje ustanovil svojo bolj progresivno stranko. V tem času je napisal Debato o kolonializmu in objavil spis Toussaint Louverture, v katerem je opisoval življenje tega Haitijskega revolucionarja. Objavil je tudi delo Une Tempete - nadaljevanje in črnsko verzijo Shakespearovega Viharja. Med leti 1983 in 1988 je deloval kot Predsednik regionalnega sveta Martiniqua in se leta 2001 upokojil od politike. 

## Kasnejše življenje in zapuščina
Cesaire je leta 2006 odrekel srečanje z bodočim francoskim predsednikom Nicholasom Sarkozyjem, zaradi izjav slednjega, ki bi se lahko razumele kot zahvalnica francoskega kolonializma in opravičevanje vseh francoskih dejanj na kolonializiranih ozemljih. 9. aprila 2008 je Cesaire doživel hude srčne zaplete in bil odpeljan v bolnišnico v Fort-de-France, kjer je osem dni kasneje, 17. aprila 2008 umrl.
Počastili so ga z velikim državnim pogrebom v Fort-de-Francu 20. aprila. Predsednik Sarkozy se je pogreba udeležil, vendar ni želel imeti svojega govora.
Glavno letališče na Martiniqueju je bilo preimenovano po Cesairu, prav tako so slovesno otvorili plaketo z njegovim imenom v pariškem Panteonu.
Cesaire se je v tem delu poglobil v odnos med kolonizatorjem in kolonizirancem. Pri tem je močno zanikal upravičevanje kolonizacije kot posledico dejstva, da je krščanski svet civiliziran, poganski pa poln divjaštva, in da kristjani le želijo prinesti več kot potreben napredek v osvojene dežele. Bil je mnenja, da je država, ki podpira kolonizacijo in s tem tudi uporabo sile, že sama po sebi slaba. Proces osvajanja naj bi pokvaril in uničil še tako dobronamerne ljudi. 
Razlago, zakaj do tega pride, je Cesaire našel globoko v osvajalcih samih. Odsotnost starih navad, katerih so bili deležni doma, domače kulture in načina življenja jih tako odtuji, da izgubijo stik tudi sami s sabo. Hitro so spremenjeni v krute ljudi brez čustev, kar se opazi v vedno hujšem podjarmljanju prebivalstva in tudi hujših zločinov, kot so mučenje, posilstvo in rasizem. Na koncu je Cesaire posegel tudi v obdobje nacizma in obsodil takrat previsoko sprejetost kolonializma v družbi za hiter vzpon Hitlerja. Podal je še svojo misel, da Hitler živi globoko znotraj vsake duše in je zelo značilen demon izrazite krščanske buržoazije 20. stoletja. 

## Pesništvo
- 1939: Cahier d'un retour au pays natal, Paris: Volontés

Delo velja za njegovo mojstrovino. V njem je Cesaire združil poezijo in prozo, da izrazi svoje misli o kulturni identiteti temnopoltih Afričanov v kolonialnem okolju.
- 1946: Les armes miraculeuses, Paris: Gallimard

- 1947: Cahier d'un retour au pays natal, Paris: Bordas

- 1948: Soleil cou-coupé, Paris.

- 1950: Corps perdu, Paris: Fragrance.

- 1960: Ferrements, Paris: Editions du Seuil.

- 1961: Cadastre, Paris: Editions du Seuil.

- 1982: Moi, laminaire, Paris: Editions du Seuil, ISBN.

- 1994: Comme un malentendu de salut ..., Paris: Editions du Seuil.

## Gledališče
- 1958: Et les Chiens se taisaient, tragédie: arrangement théâtral. Paris: Présence Africaine; ponatis: 1997.

- 1963: La Tragédie du roi Christophe. Paris: Présence Africaine; ponatis: 1993.

- 1966: Une saison au Congo. Paris: Seuil; ponatis: 2001.

Gledališka igra, ki so jo prvič uprizorili leta 1967 v Bruslju. Igra prikaže politično kariero Patrice Lulumba, ki je bil prvi predsednik Konga v Afriki. Upodobljeni so zadnji meseci njegovega življenja.
- 1969: Une Tempête, temelji na Shakespearovi drami The Tempest. Paris: Seuil; ponatis: 1997.

Postkolonialna Priredba Shakespearovega Viharja, v kateri je Cesaire uporabil enaka imena oseb kot Shakespeare, le da je izrazito poudaril, da je Prospero belski gospodar, Ariel in Caliban pa njegova črna sužnja. V delu se osredotoča na razmerja moči med rasami v procesu dekolonizacije.

## Druga dela
- "Poésie et connaissance", Tropiques, Januar 1945.

- Discours sur le colonialisme, Paris: Présence Africaine, 1955.

Debata o kolonializmu je zbirka esejev, ki je postala klasično besedilo francoske politične literature in je pomagala vzpostaviti literarno in ideološko gibanje Negritude.
- Lettre à Maurice Thorez, Paris: Présence Africaine, 24 Oktober 1956.

- Toussaint Louverture: La Révolution française et le problème colonial, Paris: Klub francoske knjige, 1960.

## Članki in dela prevedena v slovenščino
2008: Čudežno orožje,članek (Poetikon, revija za poezijo)
2009: Razprava o kolonializmu, znanstvena monografija
2013: Dnevnik vrnitve v rojstno deželo in izbrane pesmi, poezija
2013: Molitev za tiste, ki niso nič iznašli in nič ukrotili, članek (Delo)
2014: Aime Cesaire, glasnik temnopoltosti, članek (Časopis za kritiko znanosti)

## VIRI
- Aimé Césaire, Čudežno orožje. Velenje : Regionalni odbor Društva Slovenskih pisateljev, 2008
- Aime Cesaire. Dnevnik vrnitve v rojstno deželo in izbrane pesmi, Ljubljana : Študentska založba, 2013
- Aime Cesaire. (internet). (citirano 29. 11. 2020). Dostopno na naslovu: https://www.britannica.com/biography/Aime-Cesaire
- Aime Cesaire. (internet). (citirano 29. 11. 2020). Dostopno na naslovu: https://poets.org/poet/aime-cesaire
- Aime Cesaire. (internet). (citirano 29. 11. 2020). Dostopno na naslovu: https://www.theguardian.com/world/2008/apr/21/3
- Aime Cesaire. Razprava o kolonializmu, Ljubljana : Založba /*cf., 2009
- Négritude. (internet). (citirano 29. 11. 2020). Dostopno na naslovu: https://plato.stanford.edu/entries/negritude/